# Daphne Island
Daphne Island är en ö i Kanada.   Den ligger i provinsen Alberta, i den centrala delen av landet, 2 800 km väster om huvudstaden Ottawa.
I omgivningarna runt Daphne Island växer i huvudsak barrskog. Trakten runt Daphne Island är nära nog obefolkad, med mindre än två invånare per kvadratkilometer.